# プユニ岬

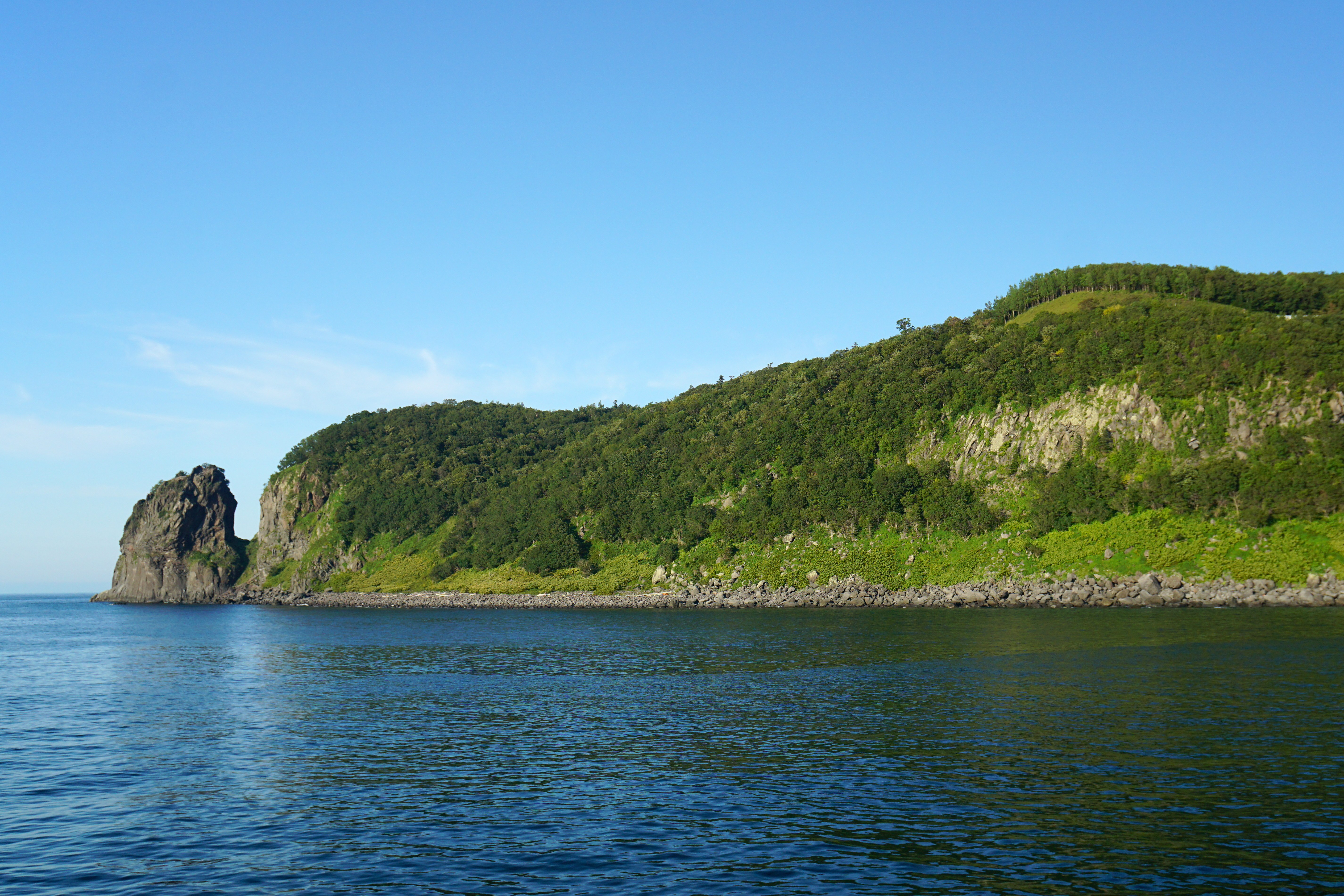
プユニ岬

プユニ岬（プユニみさき、Cape Puyuni）は、知床半島北岸にある岬。 世界遺産「知床」の構成遺産である。

## 概要
知床半島北岸のウトロ港から東3.5kmのオホーツク海に面する岬である。1964年（昭和39年）に知床国立公園に指定され、2005年（平成17年）に世界遺産「知床」の構成遺産に登録された。
流氷の最初の接岸地、水平線に沈む夕陽の名所として知られる。当地からの眺望は知床八景の一つに数えられている。
プユニとはアイヌ語で『穴のある場所』のことである。

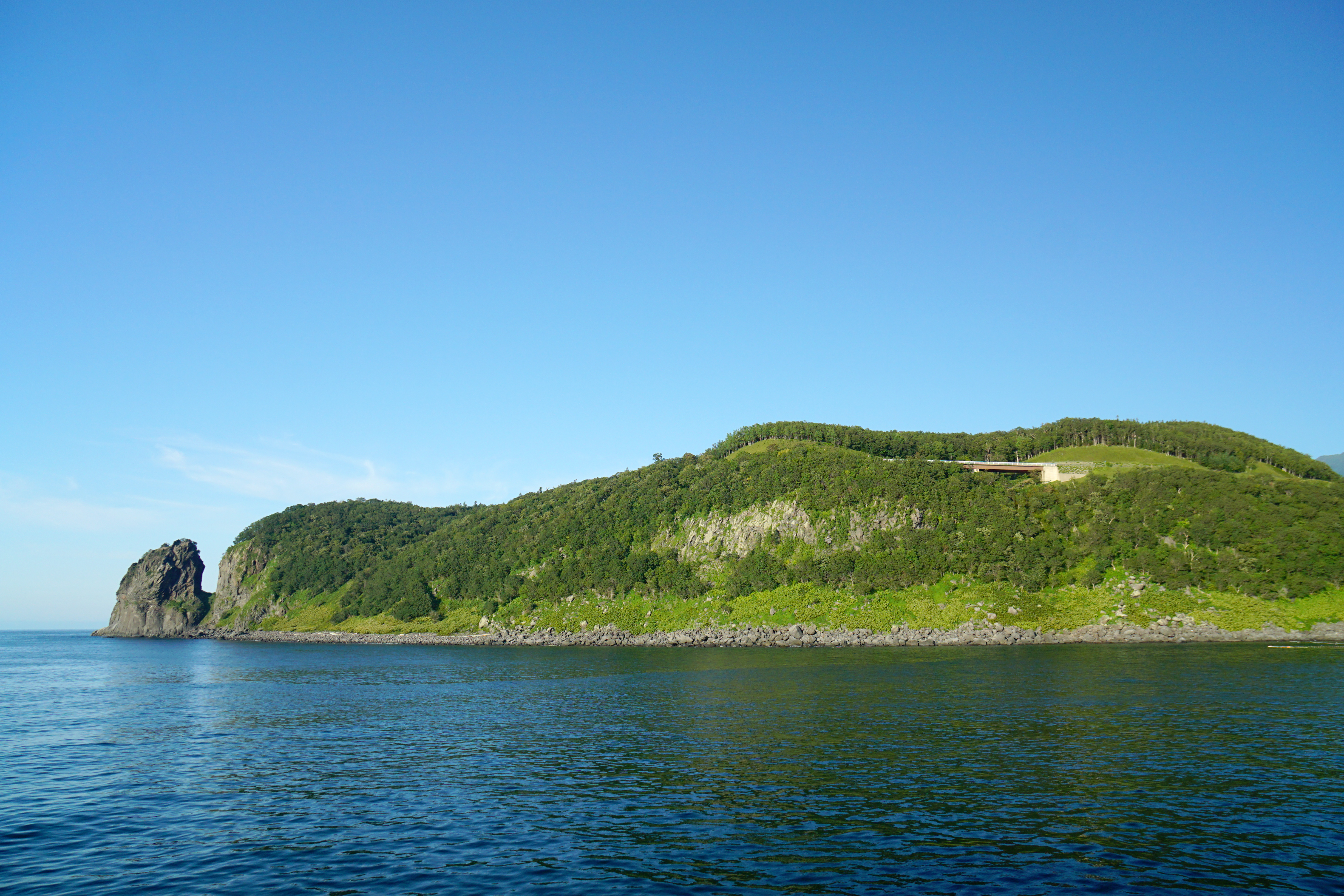
岬全景
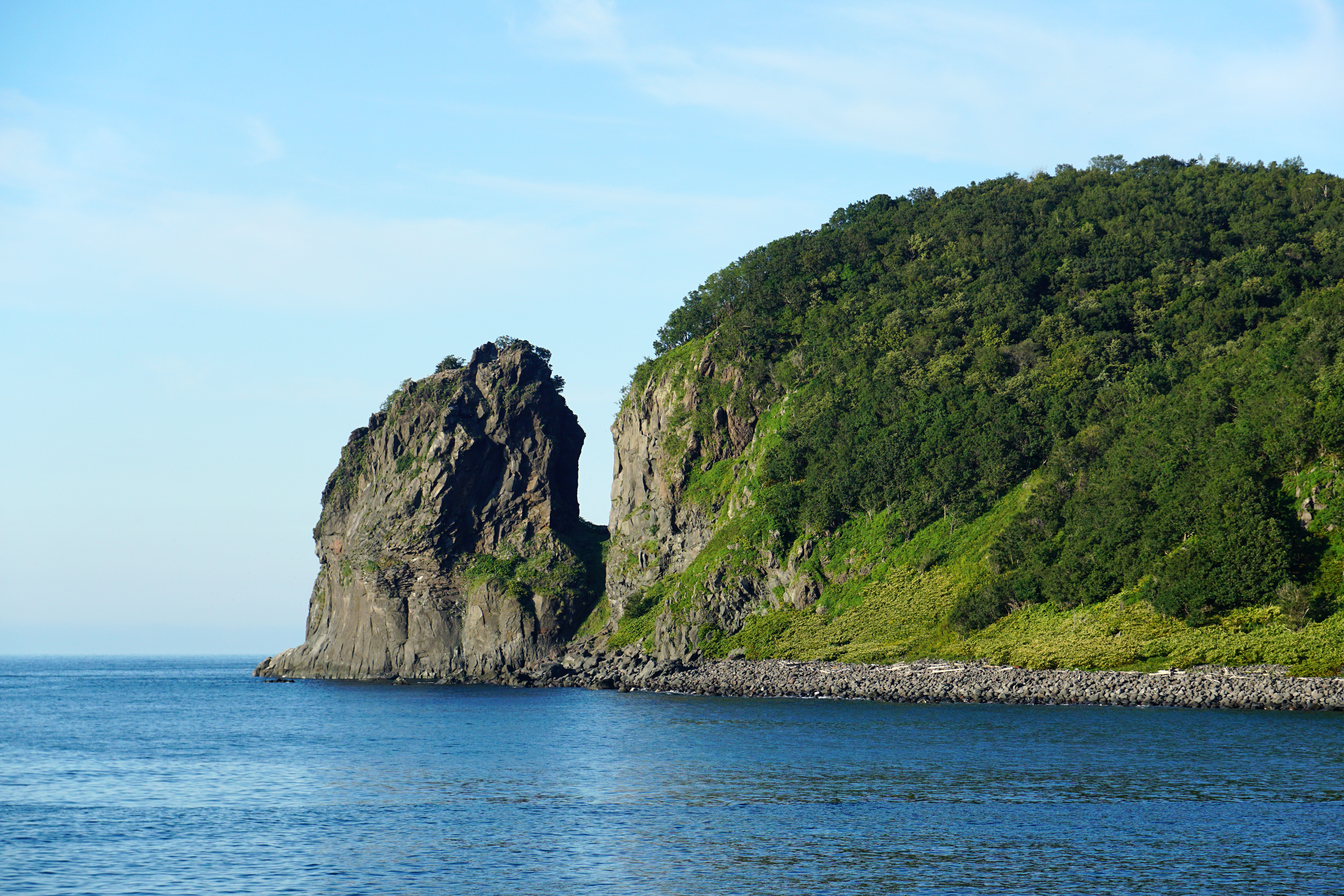
岬先端
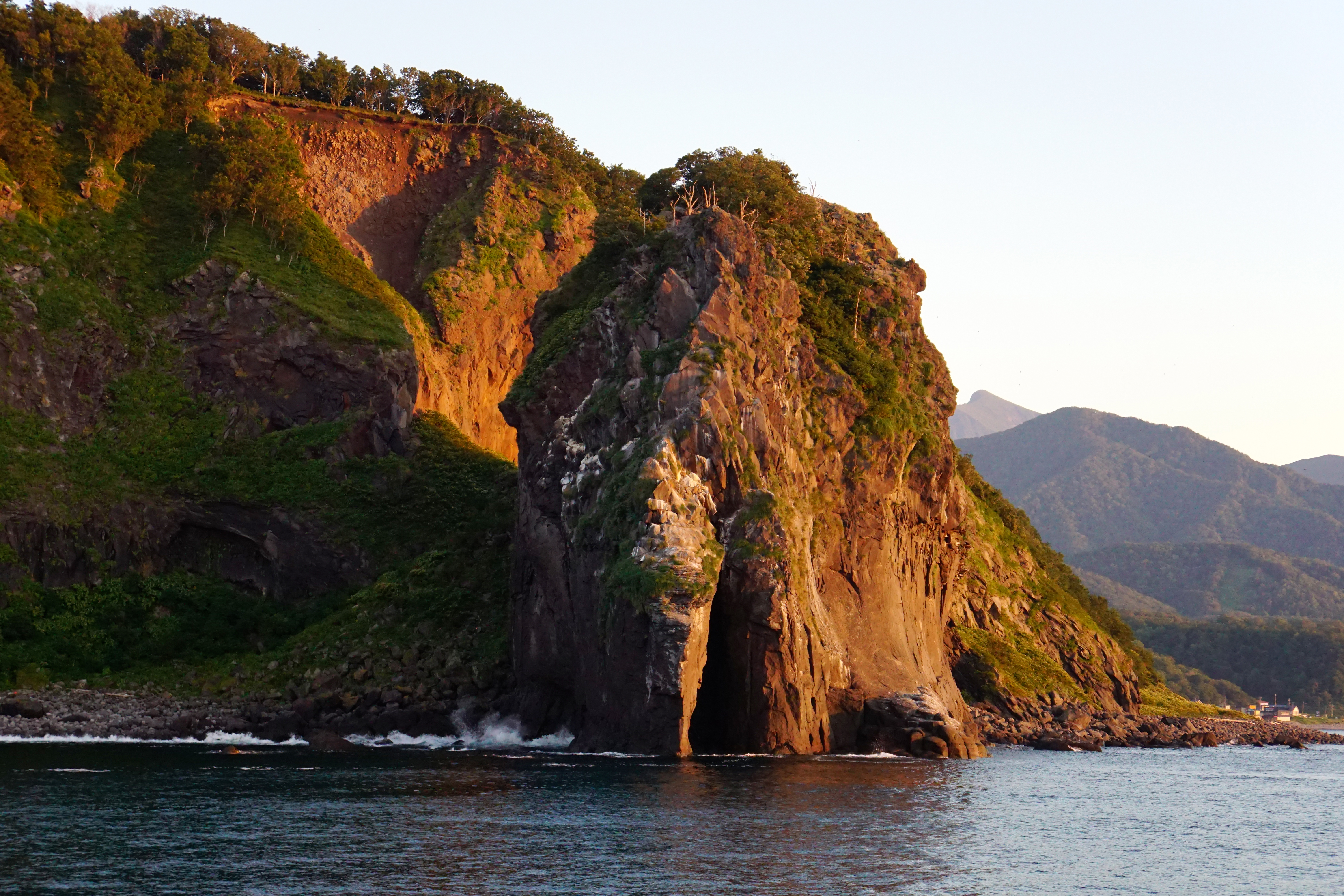
岬先端正面
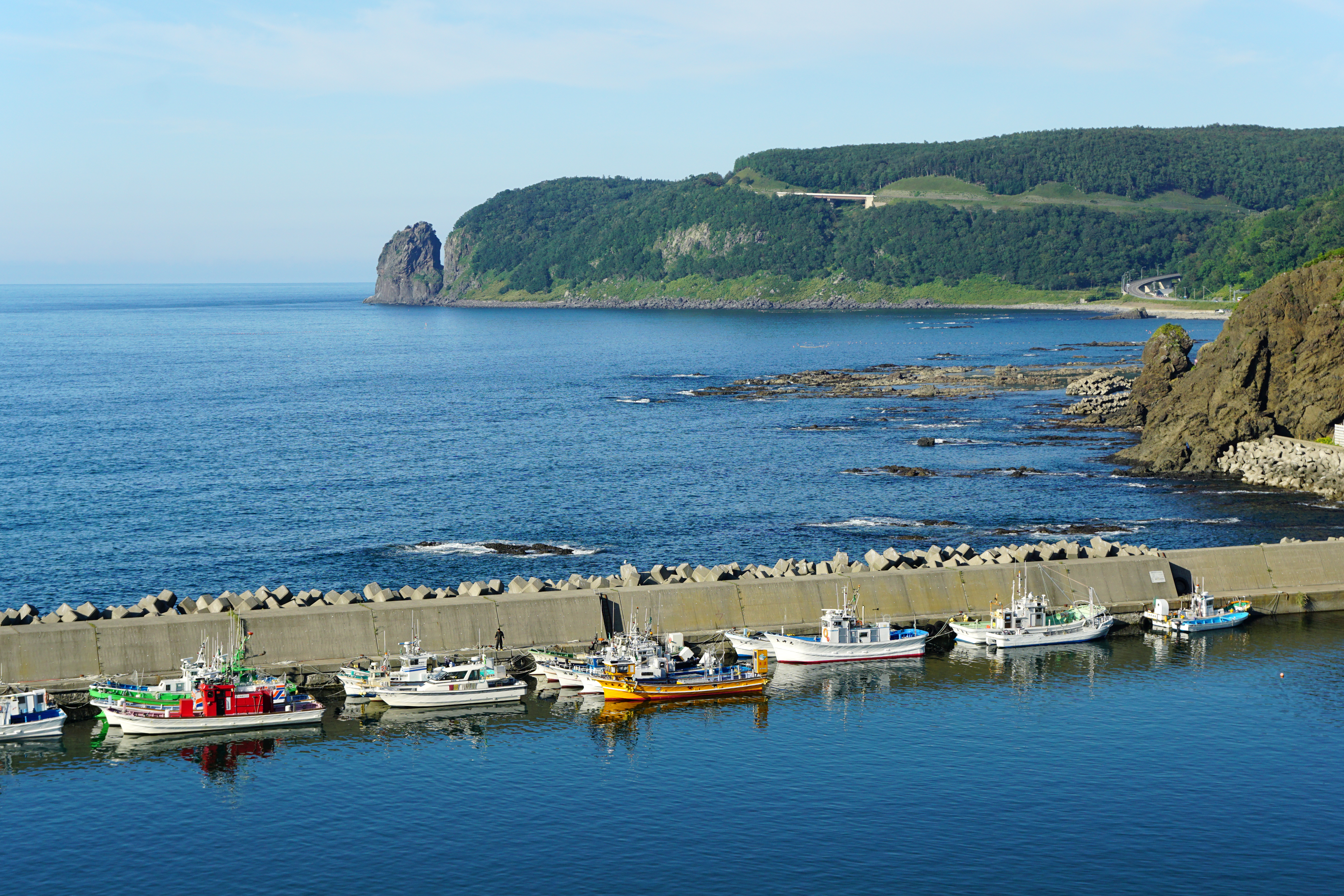
ウトロ港から望む岬

## 所在地
北海道斜里郡斜里町大字遠音別村字岩尾別

## 交通アクセス
- 斜里バスウトロターミナルからバスで約5分、「幌別」下車、徒歩

## 周辺
- 東 - 知床峠、知床自然センター、知床五湖、カムイワッカ湯の滝、知床岬
- 西 - ウトロ港、ウトロ温泉、オロンコ岩、チャシコツ崎、オシンコシン崎、オシンコシンの滝